# Skeldal
Skeldal är en dal i Grönland (Kungariket Danmark). Den ligger i den östra delen av Grönland, 1 400 km nordost om huvudstaden Nuuk.